# ایوان زافیروف
ایوان زافیروف (بلغاری: Иван Георгиев Зафиpoв؛ زادهٔ ۳۰ دسامبر ۱۹۴۷) بازیکن فوتبال اهل بلغارستان بود.
از باشگاه‌هایی که در آن بازی کرده‌است می‌توان به باشگاه فوتبال زسکا صوفیه اشاره کرد.
وی همچنین در تیم ملی فوتبال بلغارستان بازی کرده‌است.
وی در مسابقات کشوری و بین‌المللی در مجموع برندهٔ ۱ مدال نقره شده‌است.